# Legio XI Claudia
Legio XI Claudia Pia Fidelis – legion rzymski utworzony przez Juliusza Cezara w 58 p.n.e.

## Dzieje legionu
Legion XI został sformowany przez Cezara na początku wojen galijskich, uczestnicząc m.in. w oblężeniu Alezji ; następnie w wojnie domowej stał po stronie Cezara i uczestniczył w bitwach pod Dyrrachium i pod Farsalos. Inskrypcje wskazują też na udział w bitwie pod Akcjum .
Za panowania Oktawiana legion XI stacjonował w Burnum (dzisiejsze Kistanje) w Dalmacji , chociaż niektóre jego pododdziały były rozsiane po innych częściach Cesarstwa . W 42 roku jednostka otrzymała od cesarza Klaudiusza miano Claudia Pia Fidelis . W roku czterech cesarzy (69) XI legion poparł Otona  . Za panowania Wespazjana został wysłany do Germanii w związku z powstaniem Batawów, po czym stacjonował w obozowisku Vindonissa , zaś w II wieku został przeniesiony do Durostorum w Mezji .
Podczas wojny domowej w 193 roku legion XI poparł zwycięskiego Septymiusza Sewera , natomiast w III wieku wspierał Galiena .
Według Notitia dignitatum, około 395 roku wciąż stacjonował w Durostorum .